# Paravima morritomacairensis
Paravima morritomacairensis is een hooiwagen uit de familie Agoristenidae.